# Ultima V
Ultima V: Warriors of Destiny, uscito nel 1988, è la quinta parte della serie di videogiochi di ruolo Ultima. Venne pubblicato per i computer Amiga, Apple II, Commodore 64, Commodore 128, MS-DOS, FM Towns, PC-88, PC-98, Sharp X68000 e per la console Nintendo Entertainment System.

## Trama
All'inizio di Warriors of Destiny, il giocatore viene informato che Lord British è scomparso durante una spedizione nel sottomondo, e il trono di Britannia è stato usurpato da un tiranno che risponde al nome di Lord Blackthorn, mentre tre figure d'ombra, conosciuti come Shadowlords terrorizzano il reame. Blackthorn instaura una visione distorta e fondamentalista delle otto virtù, che porta risultati tutto fuorché virtuosi. (per esempio, i cittadini sono obbligati a fare l'elemosina, pena l'esecuzione capitale). L'Avatar è evocato nuovamente a Britannia dai suoi amici; insieme formeranno i "Guerrieri del Destino" al fine di eliminare gli Shadowlords, rovesciare Lord Blackthorn, e restaurare il regno di Lord British.

## Modalità di gioco
Warriors of Destiny contiene dei dialoghi molto più curati (i giochi precedenti furono distribuiti con non pochi errori ortografici), un dettaglio visivo considerevolmente migliorato, e un sistema di misura del tempo in cui il sole sorge e tramonta, modificando anche il comportamento dei personaggi non giocanti. I suoi toni sono molto più cupi del precedente Ultima IV.
Ultima V usa una forma modificata dell'alfabeto runico chiamato Fuþark antico per alcuni testi in gioco, aggiungendo alcune lettere per ottenere una corrispondenza biunivoca con l'alfabeto inglese (più alcune rune per rappresentare unioni comuni di due lettere).
La versione Commodore 64 di Ultima V difetta sulle tracce musicali, ma per il resto è la stessa versione del Commodore 128.

## Sviluppo
Questo gioco fu l'ultimo Ultima sviluppato per Apple II; i limiti di quel sistema erano eccessivi rispetto all'avanzata tecnologica di quegli anni, i successivi giochi della serie verranno tutti distribuiti su sistemi di tipo IBM compatibile. Fu anche l'ultimo gioco nel quale il creatore Richard Garriott ebbe un ruolo importante nella stesura del codice; nei successivi giochi ebbe soltanto il ruolo di game designer.

## Eredità
Un gruppo amatoriale ha creato una versione tridimensionale di Ultima V utilizzando il motore di gioco di Dungeon Siege. Questa versione prende il nome di Ultima V: Lazarus.
Nel 2006 è stato creato un motore CRPG realizzato da fan per creare giochi in stile Ultima, ispirato da Ultima V, di nome Nazghul.